# 非直线系数
非直线系数表示城市公共交通运营线路中实际运营距离与空间距离之比。

## 概念
假设某条线路实际运营距离为l，空间距离为d，则该线路非直线系数{\displaystyle r={\frac {l}{d}}}，
对于上下行不一致的线路，{\displaystyle r={\frac {l1+l2}{2d}}={\frac {\overline {l}}{d}}}，
对于环线，一般取其主要集散点计算。
非直线系数总是≥1。

## 意义
非直线系数越大，一般表现为线路绕行距离越长；非直线系数过大会造成乘车时间长、局部客流不均匀。非直线系数越小，一般表现为线路越顺直；非直线系数过小会造成换乘不便。
中国《城市道路交通规划设计规范(GB50220-95)》规定：公共交通线路非直线系数不应大于1.4。但中国不少城市的公交车运营非直线系数都大幅高于这个标准。